# Kondwani Mtonga
Kondwani Mtonga (12. února 1984, Lusaka) je zambijský fotbalový záložník či obránce a reprezentant, v současnosti hráč klubu ZESCO United.

## Reprezentační kariéra
V A-týmu Zambie debutoval v roce 2009.

Zúčastnil se Afrického poháru národů 2015 v Rovníkové Guineji, kde Zambie skončila se 2 body na posledním čtvrtém místě základní skupiny B.